# Назер, Вильнер
Вильне́р Назе́р (фр. Wilner Nazaire, родился 30 марта 1950 в Порт-о-Пренсе) — гаитянский футболист, игравший на чемпионате мира 1974 года.

## Карьера

### Клубная
За свою карьеру выступал в гаитянском клубе «Расинг Гаитьен» и французских командах «Валансьен» (стал вице-чемпионом лиги D2 Франции) и «Фонтенблё». Завершал карьеру в любительском «Дампьер-Савойё»

### В сборной
В сборной сыграл 13 матчей. Три из них провёл в рамках чемпионата мира 1974 в Германии, и все три матча гаитяне проиграли. Выводил во всех матчах сборную как капитан команды.